# Milena Greppi
Milena Greppi   (Milà, 8 de juliol de 1929 - Milà, 13 de desembre de 2016) fou una atleta italiana, especialista en curses de velocitat i tanques, que va competir durant la dècada de 1950.
El 1952 va prendre part en els Jocs Olímpics d'Estiu de Hèlsinki, on disputà dues proves del programa d'atletisme. En ambdues proves quedà eliminada en sèries. Quatre anys més tard, als Jocs de Melbourne, disputà dues proves del programa d'atletisme. Fou cinquena en els 100 i 4x100 metres, mentre en els 80 metres tanques quedà eliminada en sèries.
En el seu palmarès destaca una medalla de bronze en la prova dels 4x100 metres del Campionat d'Europa d'atletisme de 1954, formant equip amb Maria Musso, Letizia Bertoni i Giuseppina Leone. Guanyà dues medalles d'or i una de bronze als International University Games i set campionats nacionals, cinc dels 80 metres tanques (1952, 1953, 1954, 1955, 1956) i dos dels 4x100 metres (1953, 1954). Va millorar el rècord italià dels 80 metres tanques i del 4x100 metres.

## Millors marques
- 100 metres. 12.1" (1953)
- 80 metres tanques. 11.2" (1957)[7]